# DB-Baureihe 407
Die Baureihe 407 ist eine Baureihe von Hochgeschwindigkeitstriebzügen der ICE-Flotte der Deutschen Bahn. Vom Hersteller dieser Züge, Siemens Mobility, werden sie als Velaro D (D für Deutschland) bezeichnet. Die Züge wurden von der Deutschen Bahn der ICE-3-Flotte zugeordnet und als ICE 3 (MS) oder auch als neuer ICE 3 bezeichnet. Obwohl den von Siemens und Bombardier gebauten ICE 3M sehr ähnlich, gelten sie jedoch als Neukonstruktion, da Alleinhersteller Siemens die Patente von Bombardier nicht übernehmen konnte. Die Velaros sind – nach den Zügen für Spanien, China und Russland – die vierte realisierte Variante der Velaro-Plattform von Siemens Mobility.
Die Viersystemeinheiten werden im Verkehr in Deutschland und Frankreich eingesetzt. Nach mehreren Lieferverzögerungen erfolgte der erste Fahrgasteinsatz im innerdeutschen Verkehr Ende 2013. Für Fahrten nach Frankreich, wo der Zug seine Höchstgeschwindigkeit von 320 km/h fahren darf, wird der Zugtyp seit Sommer 2015 eingesetzt.

## Geschichte

### Planung und Bestellung
Aus einer intensiven und kontroversen Diskussion innerhalb von DB Fernverkehr ging ein betrieblich-technisches Lastenheft hervor, das der Anfang Oktober 2007 erfolgten Ausschreibung zu Grunde gelegt wurde. Daraufhin reichten vier europäische Schienenfahrzeugunternehmen entsprechende Unterlagen ein und erhielten Ende 2007 die vollständigen Ausschreibungsunterlagen, in denen TSI-konforme Viersystemtriebzüge für eine Höchstgeschwindigkeit von 320 km/h nachgefragt wurden. Zu den mehr als 6000 Einzelanforderungen der Ausschreibung der Viersystemtriebzüge (für Deutschland, Frankreich, Belgien und optional in die Schweiz) zählten wenigstens 420 vorzusehende Sitzplätze und eine mögliche Besetzung bis 150 Prozent der Sitzkapazität. Ab Werk sollten die Züge für Deutschland, Frankreich und Belgien zugelassen sein, später sollte die Zulassung für die Niederlande und den Verkehr nach London folgen. Die Lieferung des ersten Zuges war genau drei Jahre nach Vertragsunterzeichnung vorgesehen.
Um einen „echten Bieterwettbewerb“ zu ermöglichen, wurde die Bildung von Konsortien ausgeschlossen. Nach DB-Angaben sollten dabei „erstmals auch TGV-Bauarten eine echte Chance haben“. Am 18. März 2008 gingen verschiedene Haupt- und Nebenangebote zweier Hersteller bei der DB ein. Als „verhandlungsfähig“ galten nach DB-Angaben neben dem achtteiligen Velaro-Triebzug von Siemens auch ein Doppelstock-TGV-Triebzug (RGV 2N2) von Alstom, eine Weiterentwicklung des TGV Duplex. Die DB wertete den Rückzug der übrigen Bieter als „enttäuschend“.
Ende November 2008 erhielt Siemens den Zuschlag. Am 17.  Dezember 2008 unterzeichneten Hartmut Mehdorn, Vorstandsvorsitzender der Bahn, und Peter Löscher, Vorstandsvorsitzender von Siemens, den Vertrag über zunächst 15 achtteilige Velaro-Züge im Gesamtwert von rund 495 Millionen Euro. Die ersten Züge sollten bereits im Dezember 2011 ausgeliefert werden, alle weiteren bis 2012.
Im Frühjahr 2011 bestellte die Deutsche Bahn einen weiteren Triebzug, um einen im August 2010 bei einem Unfall beschädigten ICE 3M zu ersetzen. Der Vertrag enthielt eine Option auf weitere Züge, die binnen zwei Jahren eingelöst werden konnte; im Januar 2014 machte die DB von dieser Option Gebrauch und bestellte einen weiteren Velaro D.

### Produktion und Zulassung
Die Mehrsystem-Züge wurden im Siemenswerk in Krefeld-Uerdingen zwischen Herbst 2009 und Mai 2012 hergestellt.
Der Velaro D wurde auf der InnoTrans 2010 in Berlin erstmals der Öffentlichkeit vorgestellt. Die Garnitur bestand aus einem End- und zwei Mittelwagen, die während der Pressetage auch von innen besichtigt werden konnten. Ein zweiter Endwagen mit blauem statt rotem Führungsstreifen war ebenfalls ausgestellt, gehörte aber nicht zum Präsentationszug.

Erste öffentliche Präsentation auf der Innotrans 2010
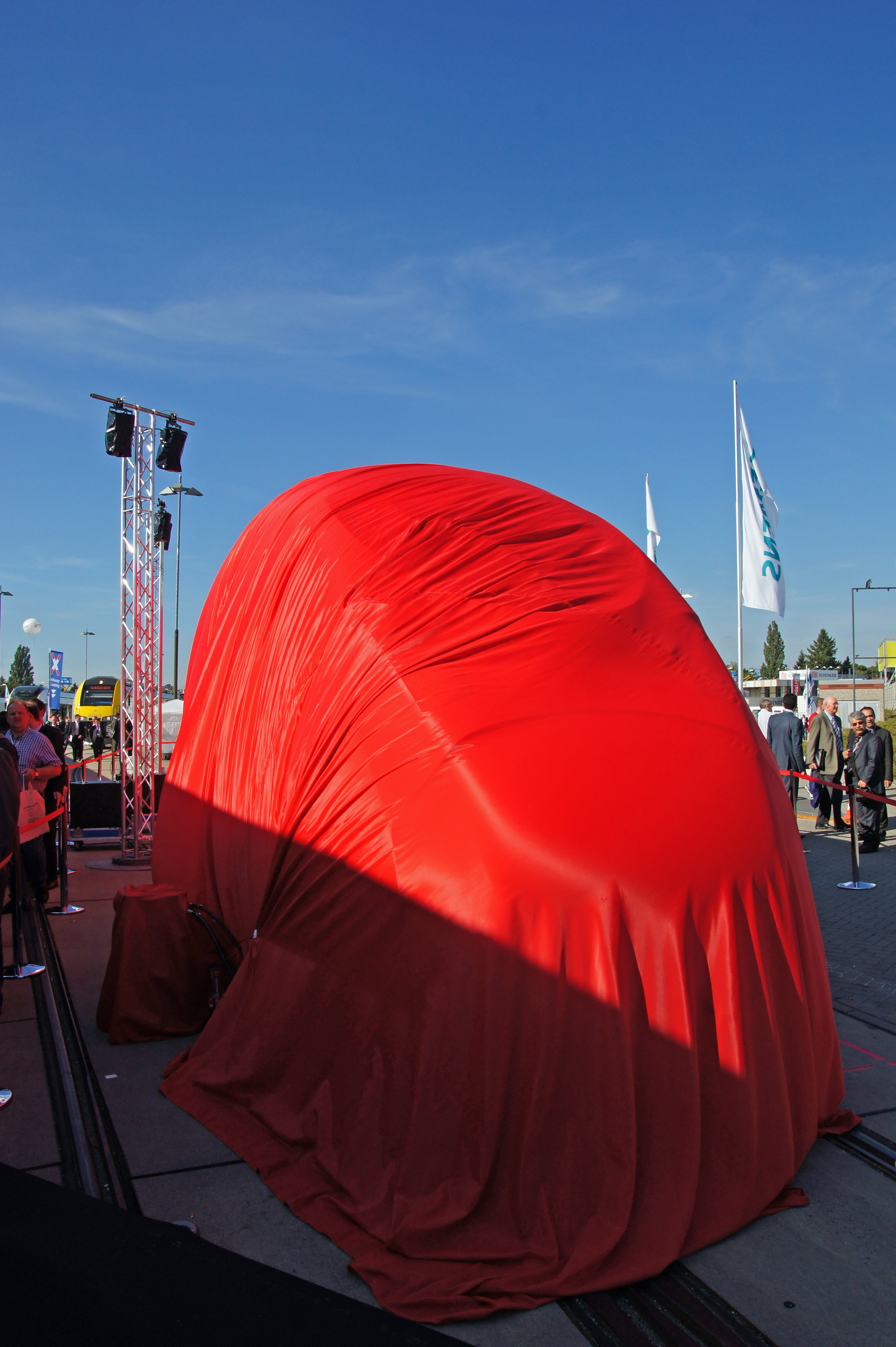
Verhüllter Velaro D vor der Präsentation
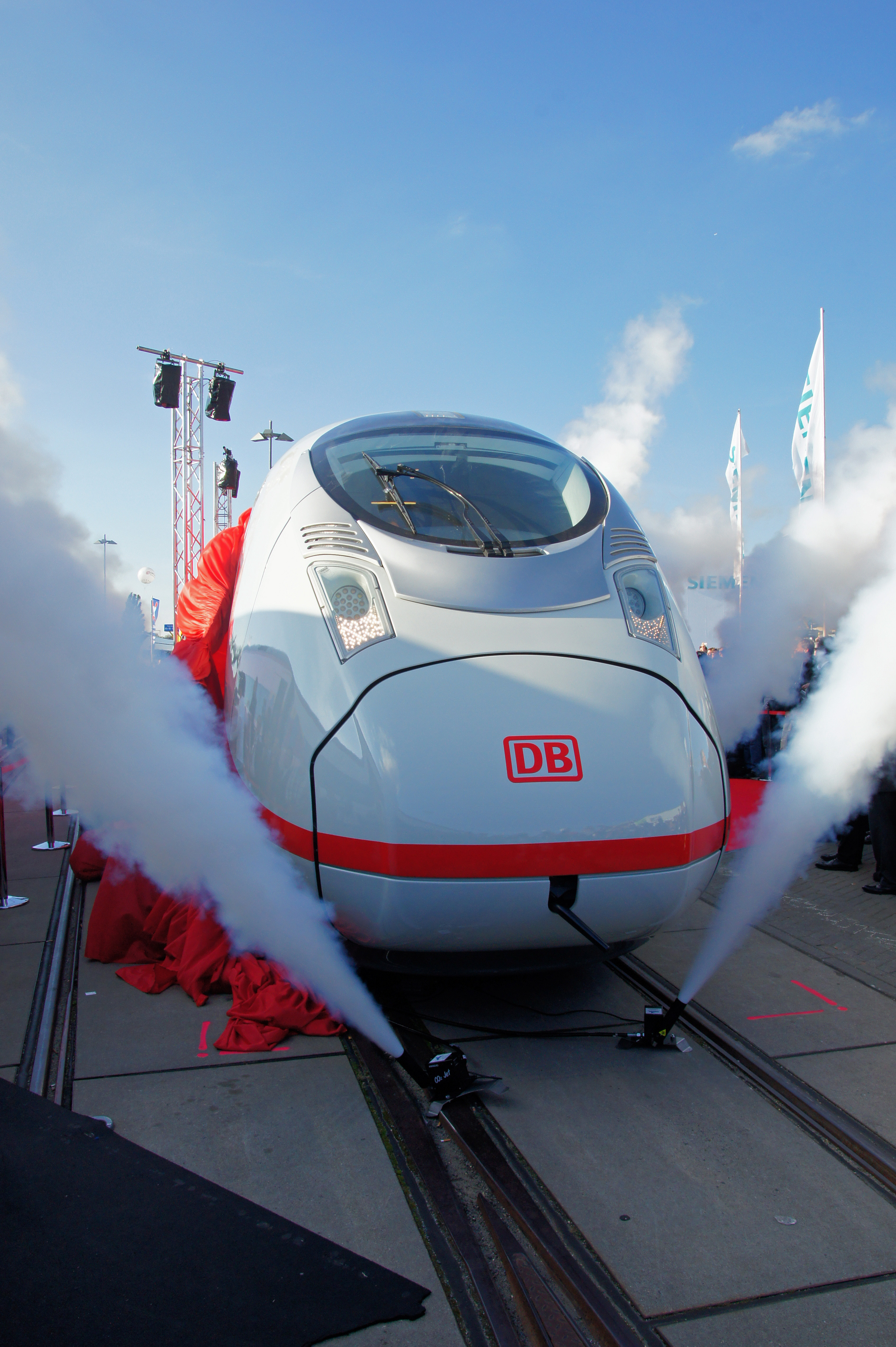
Erste öffentliche Präsentation
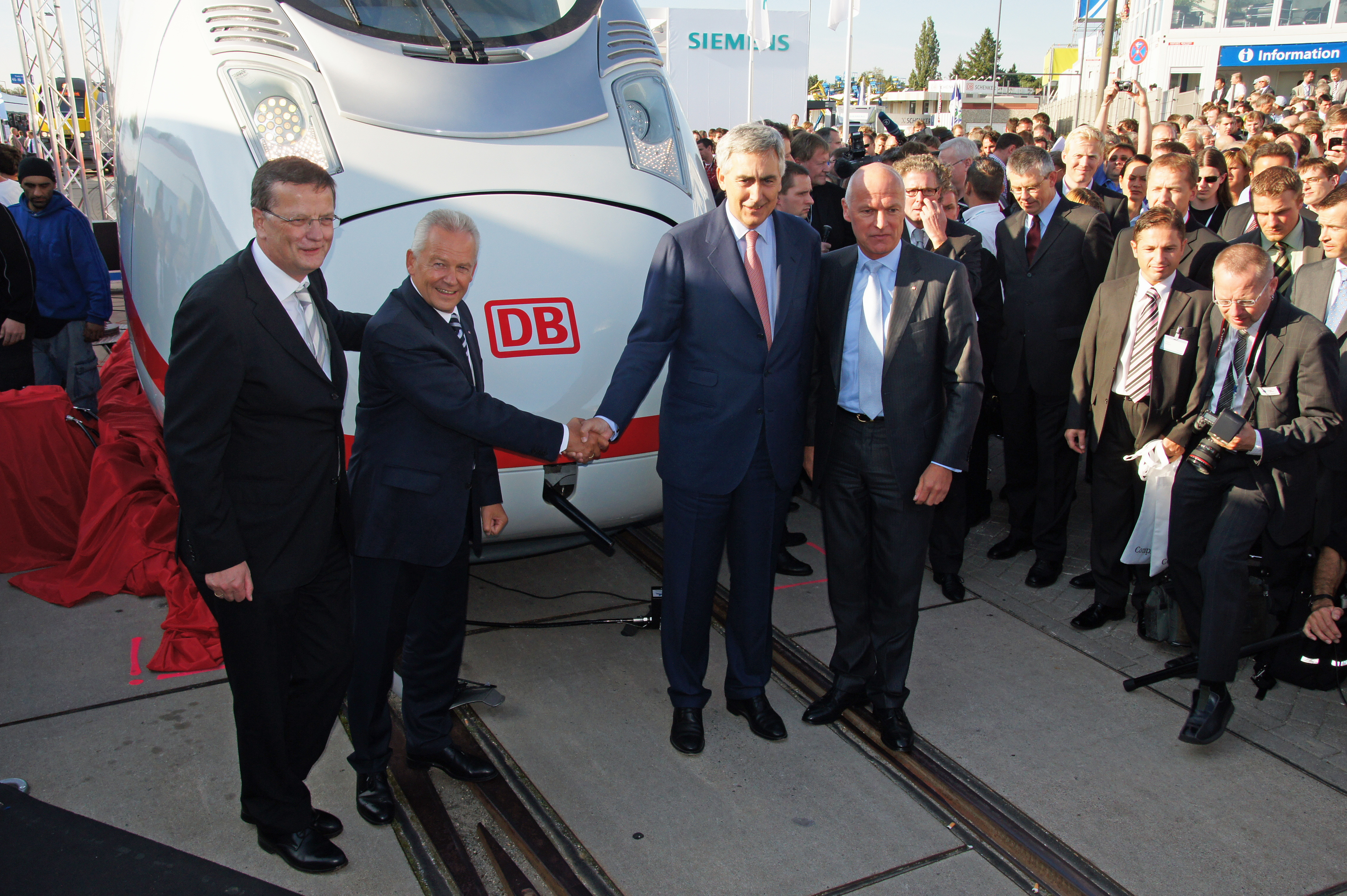
Bahnchef Rüdiger Grube und der Siemens-Vorstandsvorsitzende Peter Löscher
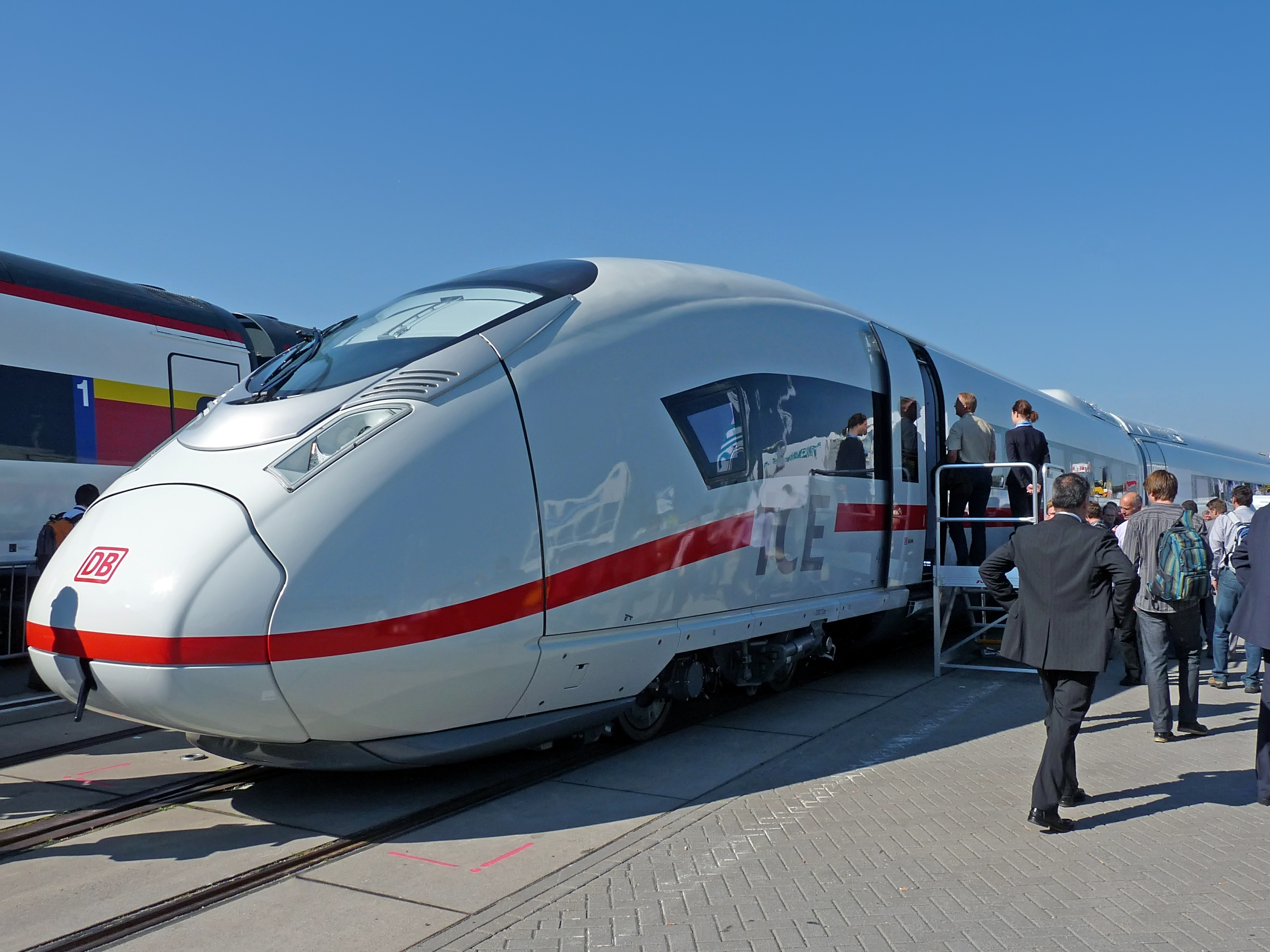
Kopfpartie

- Erste öffentliche Präsentation
- Bahnchef Rüdiger Grube und der Siemens-Vorstandsvorsitzende Peter Löscher
- Kopfpartie

Im September 2010 traf der auf der InnoTrans ausgestellte Zugteil im Prüfcenter Wegberg-Wildenrath ein, um dort Testfahrten zu absolvieren. Mitte Januar 2011 begannen dort Testfahrten mit dem ersten vollständigen Zug, am 18. April 2011 verließ der erste Triebzug (702) das Prüfzentrum. Daran schlossen sich Probefahrten für die lauftechnische Zulassung sowie Testfahrten im Bundesgebiet an. Bei einer Testfahrt erreichte der Zug dabei erstmals seine betriebliche Höchstgeschwindigkeit von 320 km/h. Bis Mai 2013 absolvierten die Züge rund 250 000 Kilometer Testfahrten.
Zwei Wagen eines Triebzuges wurden für klimatische Untersuchungen per Tieflader zur Klimakammer des Instituts Rail Tec Arsenal (RTA) nach Wien gebracht, um Mechanik und Elektronik auf einwandfreie Funktion bei Feuchtigkeit und Temperaturen zwischen −25 und 45 °C vorzubereiten. Diese Versuche sollten von Anfang April bis Ende Juni 2011 dauern.
Im August 2011 erreichte ein Triebzug auf der Schnellfahrstrecke Nürnberg–Ingolstadt bei einer Testfahrt eine Geschwindigkeit von 352 km/h. Ende 2011 liefen Testfahrten in Frankreich. Für die angestrebte Zulassung in Frankreich absolvierte ein Triebzug wenigstens 12 000 Kilometer Testfahrten.
Am 4. Juni 2012 erteilte das Eisenbahn-Bundesamt die Zulassung für den Betrieb in Deutschland in Einfachtraktion.
Eineinhalb Jahre später, am 20. Dezember 2013, erteilte das Eisenbahn-Bundesamt die Serienzulassung für den Betrieb in Doppeltraktion in Deutschland. Am Tag darauf fand mit dem Triebzug 717, der als ICE 817 von Köln Hbf nach Frankfurt Hbf verkehrte, der erste Einsatz mit Fahrgästen statt. Zu diesem Zeitpunkt waren die ersten vier Triebzüge (711, 713, 715 und 717) an die Deutsche Bahn ausgeliefert.
Die Zulassung für Frankreich wurde Ende März 2015 erteilt. Erste kommerzielle Fahrten wurden Anfang Juni 2015 unternommen. Am 23. Juli 2015 fand eine Präsentationsfahrt von Frankfurt Flughafen nach Paris statt, nach der die Kooperation im deutsch-französischen Hochgeschwindigkeitsverkehr um fünf Jahre verlängert wurde. Im Dezember 2016 folgte die Zulassung für Fahrten in Doppeltraktion. Eine Zulassung für Belgien erfolgte bis 2022 nicht, da die vorhandene ETCS-Ausrüstung den Anforderungen nicht genügte. Daher wurde 2019 eine verbesserte Ausrüstung in Auftrag gegeben (siehe Ausrüstung mit ETCS Baseline 3).

### Lieferverzögerungen, Auslieferung und Betrieb

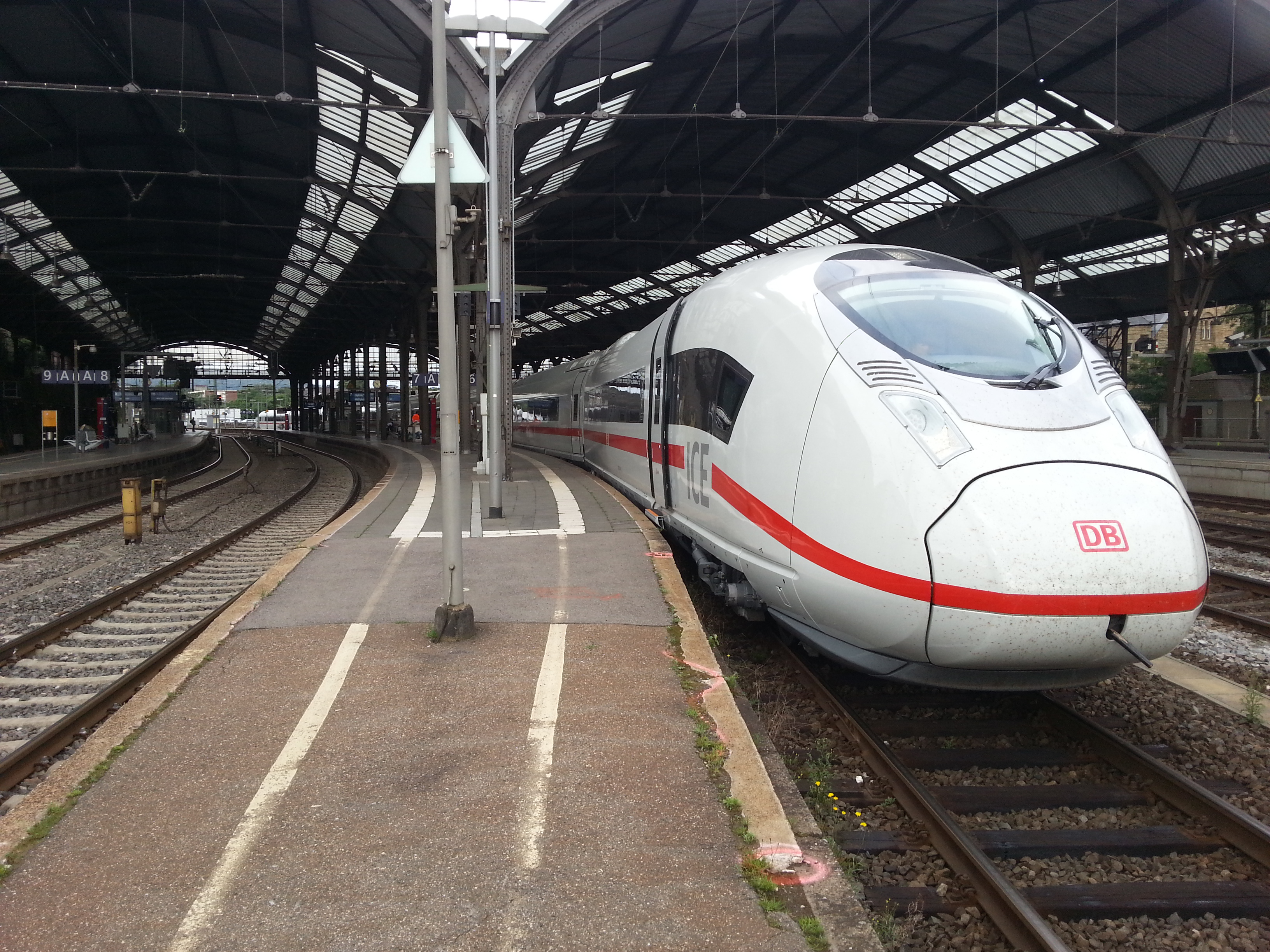
Neuer ICE 3 während der Erprobung 2012 im Hbf Aachen

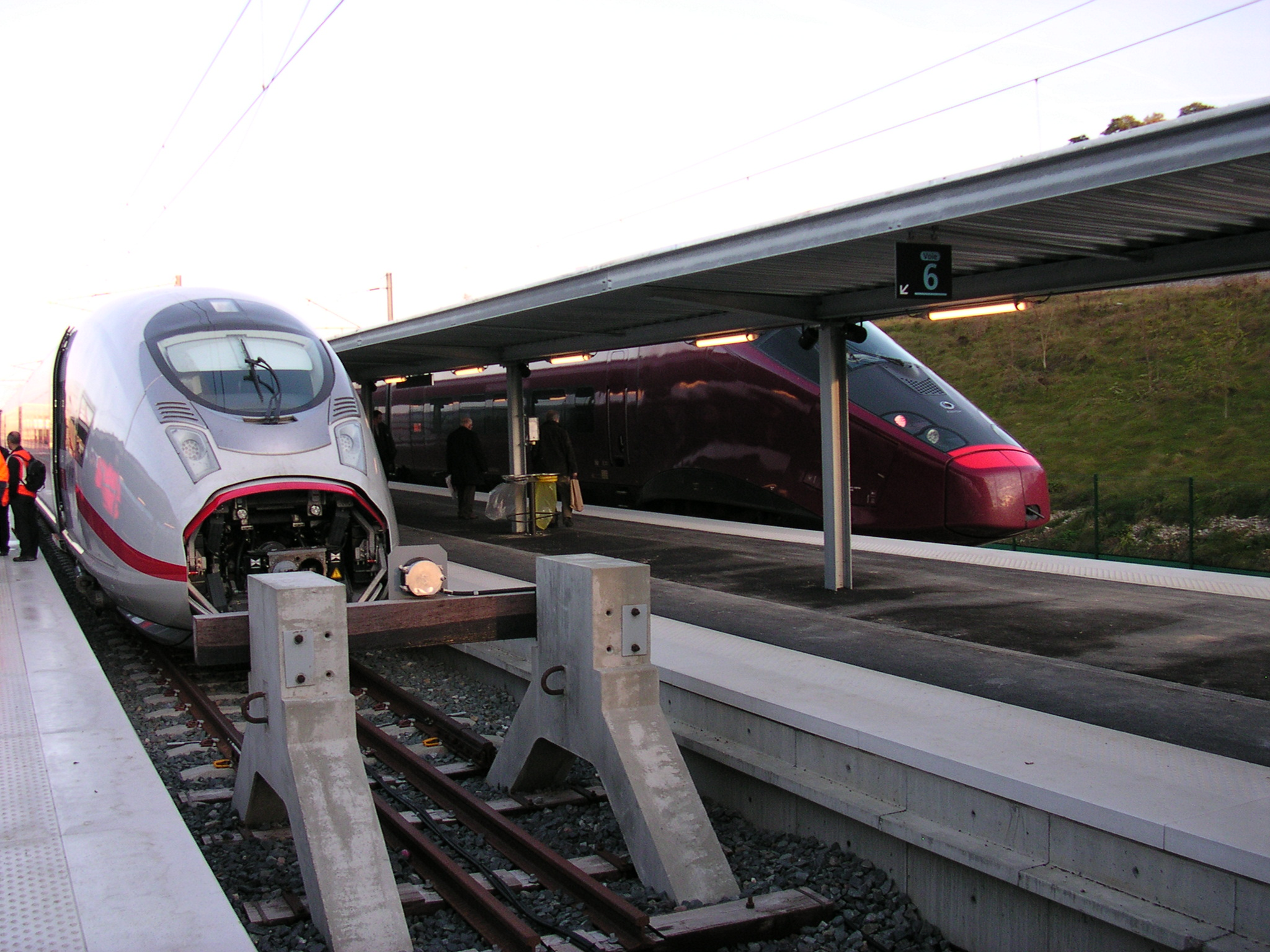
Ein neuer ICE 3 im Dezember 2011 in Besançon an der LGV Rhin-Rhône, neben einem Alstom AGV, vor Inbetriebnahme der Neubaustrecke.

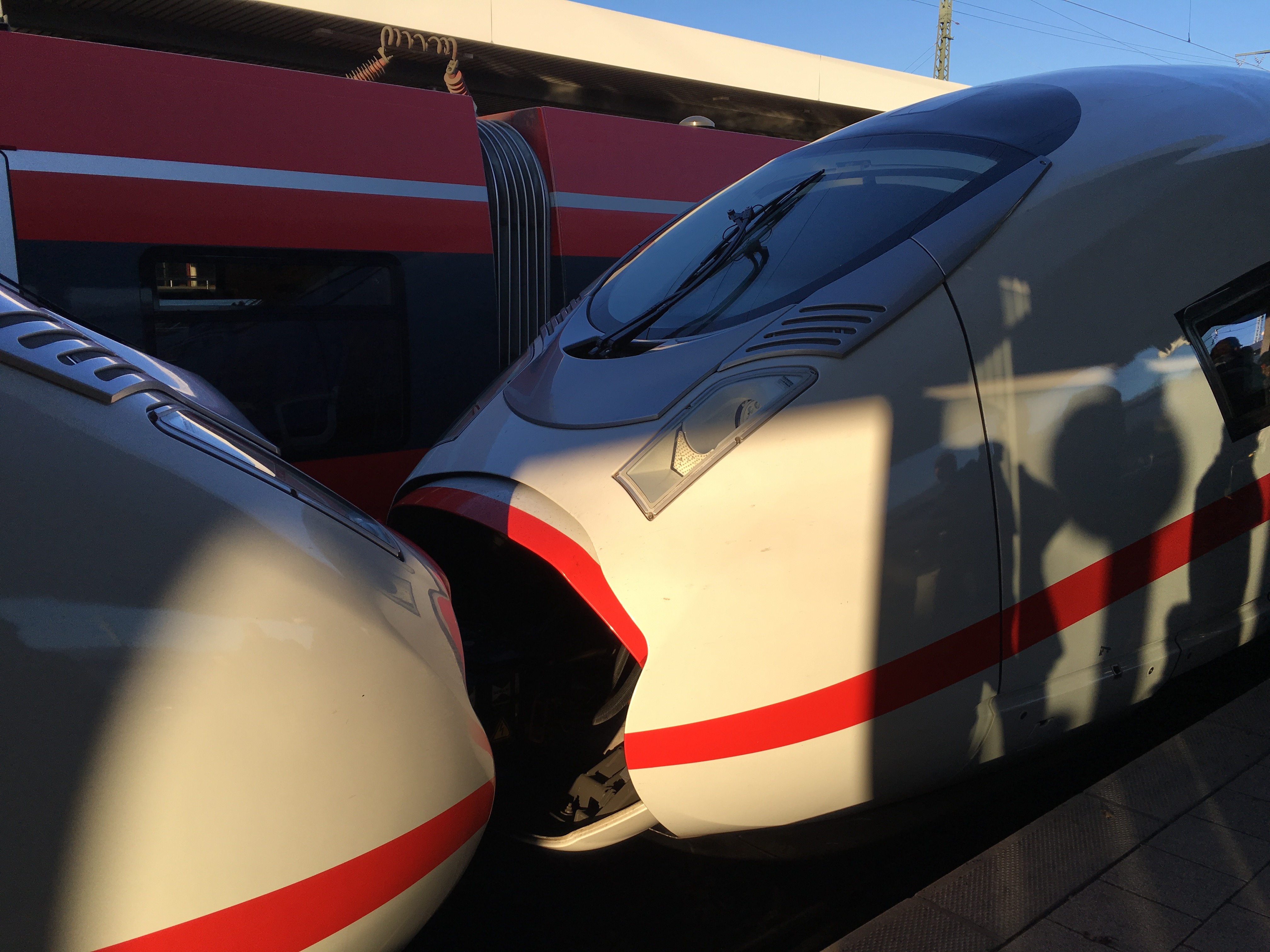
Gekuppelte Züge (Nürnberg Hbf, Dezember 2015)

Im April 2011 wurde berichtet, dass die Deutsche Bahn mit einer Lieferverzögerung von bis zu einem halben Jahr rechne. Statt geplanter sieben Triebzüge sollten zum Fahrplanwechsel im Dezember 2011 zunächst nur drei Triebzüge zur Verfügung stehen. Laut Medienberichten von Juni 2011 würde sich die Auslieferung der mehrsystemfähigen Züge aufgrund von Schwierigkeiten mit einem Lieferanten verzögern. Demnach sollten 2012 zunächst drei Züge für den Inlandsverkehr geliefert werden, der erste Zug für Auslandsfahrten sollte erst Ende 2013 zur Verfügung stehen und die Auslieferung sich bis 2015 erstrecken. Nachdem der Hersteller Siemens im April 2011 Lieferverzögerungen noch dementiert hatte, bestätigte er im Juni 2011 Verzögerungen infolge von Zulieferproblemen, die jedoch nur bis zu drei Monate umfassen sollten. Die ersten Züge sollten demnach im Februar 2012 ausgeliefert werden. Insgesamt würden 14 Züge im Laufe des Jahres 2012 übergeben werden.
Nach einem Gespräch im Verkehrsministerium am 9. September 2011 verlautete, dass drei Züge im Frühjahr 2012 zur Verfügung stehen würden. Bis zum August 2012 sollten 13 der 16 bestellten Züge abgeliefert werden. Andere Medien berichteten, dass selbst für die drei Züge vom Termin im Frühjahr nicht mehr die Rede sei. Es hieß, insgesamt 12 Züge sollten bis August 2012 zugelassen werden.
Im Januar 2012 wurde gemeldet, dass die Bahn zumindest die ersten zehn ICE im Herbst 2012 erhalten sollte; Ursache der Verspätung waren Probleme mit der Zulassung der Zugbeeinflussungseinrichtungen bei einem Zulieferer. Als Gründe für die wiederholten Lieferverzögerungen wurden unter anderem Probleme mit Bremsen, Klimaanlagen und dem Wasserabfluss im Bordrestaurant genannt. Im Laufe des Zulassungsprozesses waren außerdem 230 technische Anpassungen an den Zügen aufgrund veränderter technischer Vorschriften vorgenommen worden.
Mitte Mai 2012 kündigte Siemens an, wenigstens acht Triebzüge zum Fahrplanwechsel am 9. Dezember 2012 für den innerdeutschen Betrieb in Doppeltraktion einsatzbereit zu haben. Gründe für die weitere Verzögerung seien ungeklärte technische Fragen und neue Genehmigungsauflagen. Aussagen über den internationalen Einsatz wurden nicht mehr getroffen; die Triebzüge sollten zunächst die Fahrzeugreserve der Deutschen Bahn verstärken. Ende September 2012 rechnete die Deutsche Bahn intern nicht mehr damit, die Züge zum Winterfahrplan 2012/13 einsetzen zu können; laut Siemens-Terminplan wären erste Züge erst ab Februar 2013 verfügbar gewesen.
Nach Rücksprache mit Bahn und Eisenbahn-Bundesamt entschied Siemens im November 2012, aufgrund der Mängel die Software umfassend zu überarbeiten. Der damalige Siemens-Chef Peter Löscher nannte vergleichsweise komplizierte Zulassungsverfahren als entscheidende Ursache für die Lieferverzögerungen.
Bis Mai 2013 forderte das Eisenbahn-Bundesamt 2900 Änderungen. Die Behörde begründete den hohen Prüfaufwand mit der aufwändigen Konstruktion von Siemens. Die kommerzielle Inbetriebnahme der Züge war dabei nicht absehbar. Siemens beabsichtigte, die endgültige Zulassung zu beantragen, wenn die Softwareprobleme behoben und die Bremsen extern begutachtet seien. Seit 1. August 2013 setzten sich in Krefeld Fachleute von Siemens, DB und Eisenbahn-Bundesamt für den Zulassungsprozess zusammen. Im gleichen Monat waren die Softwareprobleme behoben und neue Testfahrten in Doppeltraktion begannen. Nach DB-Angaben vom 30. September 2013 habe Siemens zugesichert, bis April 2014 acht Triebzüge zu liefern. Nach Probefahrten sollten sie ab Sommer 2014 in den Fahrplan integriert werden. Für die ersten Züge sei eine internationale Zulassung nicht mehr vorgesehen. Offen war 2014 noch die Zulassung für gemischten Betrieb mit Zügen der Baureihen 403 und 406 des ICE 3.
Die Deutsche Bahn nahm Anfang November 2013 die Triebzüge 713 und 717 ab und nutzte sie anschließend für Schulungszwecke. Kurz vor Weihnachten 2013 erteilte das Eisenbahn-Bundesamt schließlich die Genehmigung für den Betrieb in Doppeltraktion innerhalb Deutschlands. Die Zulassung gilt für Triebzüge, die eine Serienzulassung erhalten haben. Bis Ende Dezember 2013 wurden vier Triebzüge an die Deutsche Bahn übergeben.
Am 2. April 2014 wurde der achte Triebzug von Siemens symbolisch im Berliner Hauptbahnhof an die Deutsche Bahn übergeben. Bundesverkehrsminister Dobrindt und Bahnchef Grube wohnten der Zeremonie bei. Seit dem 12. April wurden die Triebzüge in einen Umlaufplan eingesetzt, für den vier Triebzüge benötigt werden. Dabei wurden die Triebzüge auch erstmals in Doppeltraktion eingesetzt. Mit dem Fahrplanwechsel am 15. Juni 2014 wurden die Einsätze bis nach München erweitert. Damit sollten auch verstärkt Fahrten in Doppeltraktion zwischen Dortmund, Frankfurt am Main und München angeboten werden können.
Die übrigen acht Triebzüge (702 bis 708 und 714) verblieben zunächst beim Hersteller Siemens für Testfahrten in Belgien und Frankreich und dem damit verbundenen Zulassungsverfahren. Laut einem Pressebericht sollten die neun Züge bis 2016 für Testfahrten im Ausland eingesetzt und ab dem Fahrplanwechsel im Dezember 2016 eingesetzt werden (Stand: Februar 2014). Diese Züge sind für den internationalen Verkehr vorgesehen, die übrigen acht Züge sollten später für Auslandseinsätze nachgerüstet werden. Laut einem Pressebericht von Mitte 2014 sollten im Jahr 2016 zwei Züge in Betrieb gehen, 2017 fünf und 2018 die übrigen Züge. Ende 2014 waren die Züge fertig, jedoch ohne Zulassung. Die Deutsche Bahn und Siemens wollten keinen Termin für die Inbetriebnahme nennen. Die übrigen neun Züge sollten voraussichtlich im Laufe des Jahres 2015 geliefert werden (Stand: November 2014). Laut Angaben der Deutschen Bahn von März 2015 sollten im Jahr 2016 alle 17 neuen ICE-3-Züge einsatzfähig sein. 2016 gingen zwei Triebzüge in Betrieb.
Die Deutsche Bahn machte infolge der Lieferverzögerungen Schadenersatz geltend, unter anderem für Umsatzausfälle sowie Anlagen und Mitarbeiter, die für die Instandhaltung der neuen Triebzüge angeschafft bzw. eingestellt wurden, jedoch noch nicht benötigt würden. Einen 17. ICE mit einem neuen Antrieb, den Siemens für eigene Zwecke bauen wollte, sollte die Deutsche Bahn wegen der eingetretenen Lieferverzögerungen an Stelle einer Konventionalstrafe kostenlos erhalten (Stand: Januar 2012). Laut DB-Angaben sei die Lieferung eines 17. Zuges Mitte Januar 2014 fest vereinbart worden. Die formale Zuschlagsentscheidung wurde am 24. Januar 2014 veröffentlicht. Die zusätzliche, 17. Zuggarnitur sollte auf den erwarteten Schadenersatz von 50 bis 60 Millionen Euro angerechnet werden (Stand: August 2012). Es galt als wenig wahrscheinlich, dass dieser 17. Triebzug als Entschädigung ausreichen würde. Der Kaufvertrag begrenzt die Höhe der Pönale auf 15 Prozent des Kaufpreises (rund 70 Millionen Euro). Die Lieferschwierigkeiten haben Siemens nach eigenen Angaben von Ende 2014 300 Millionen Euro gekostet.
Seit 3. Juli 2016 werden die Triebzüge auch zwischen Stuttgart und Paris eingesetzt. Zuvor waren die Züge bereits zwischen Frankfurt und Paris unterwegs.
In Folge eines Wintereinbruchs in Frankreich wurden ab 23. Januar 2019 mehrere Triebzüge der Baureihe 407 durch Schotterflug auf der Hochgeschwindigkeitsstrecke zwischen Paris und Straßburg erheblich beschädigt. Zeitweise waren 10 von 17 Triebzügen nicht mehr einsatzfähig.
 Ausrüstung mit ETCS Baseline 3
Im November 2018 wurde die Ausrüstung der Triebzüge mit ETCS (ETCS Baseline 3) ausgeschrieben. Die Triebzüge sollen damit Zugang zum belgischen Netz erhalten und zukünftig auf der Hochgeschwindigkeitsstrecke Stuttgart–Ulm fahren können. Der Auftrag wurde 2019 an Alstom vergeben; im Auftragswert von mehr als 30 Millionen Euro sind sechs Jahre Service enthalten. Die Triebzüge sollen ab Dezember 2022[veraltet] mit dem neuen ETCS in Deutschland, Belgien, Frankreich sowie auf Grenzbetriebsstrecken zur Schweiz verkehren. Bereits im März 2009 war eine ETCS-Ausrüstung der Triebzüge für insgesamt 16,8 Millionen Euro beauftragt worden. Diese Ausrüstung funktionierte in der Praxis nicht.

### Aufgegebene Pläne eines Verkehrs nach London

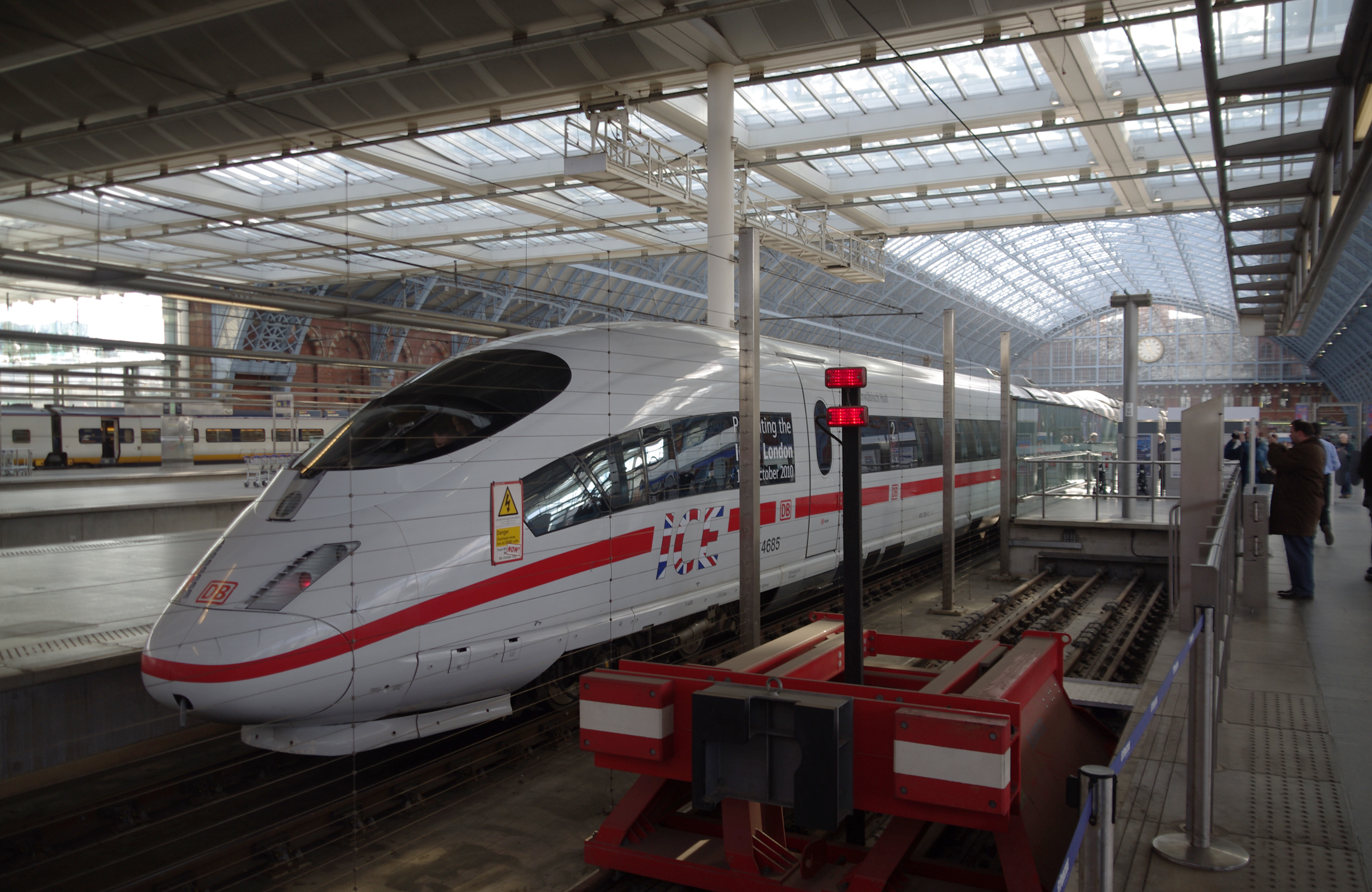
ICE 3-Garnitur im Londoner Bahnhof St Pancras (Oktober 2010)

Im Oktober 2010 präsentierte die Deutsche Bahn einen ihrer ICE 3 – hierbei handelte es sich um den Triebzug 4685 der Baureihe 406 – auf dem Londoner Bahnhof St Pancras und kündigte an, ab Ende 2013 eine direkte Zugverbindung von Frankfurt über Köln durch den Eurotunnel nach London eröffnen zu wollen und dafür Züge des neuen ICE-Typs 407 einzusetzen. Dazu sollte eine Linie mit drei täglichen Zugpaaren zwischen Frankfurt und London, über Köln, Brüssel und Lille, eingerichtet werden. Ein weiterer Linienast war zwischen Amsterdam und London, über Rotterdam und Brüssel, vorgesehen. Die aus Deutschland und den Niederlanden kommenden Züge sollten dabei im Bahnhof Bruxelles Midi verbunden bzw. getrennt werden und im Zugverband nach London fahren (und umgekehrt). Nach DB-Angaben wären Halte in Ebbsfleet und Ashford denkbar. Für einen späteren Zeitpunkt wurden Halte in Aachen und Lüttich erwogen.
Auf den Bahnhöfen in Frankfurt, Köln, Amsterdam und Rotterdam wollte das Unternehmen die für den Betrieb notwendigen Sicherheitsbereiche einrichten. Darüber hinaus gab es Überlegungen, für weniger frequentierte Halte eine Alternative zu stationären Sicherheitskontrollen zu entwickeln. Eine Reservierungspflicht war vorgesehen. Geplant waren Abfahrten in London morgens, mittags und nachmittags. Zwischen Frankfurt und London wurde eine Reisezeit von rund fünf, zwischen Köln und London von knapp unter vier Stunden veranschlagt. Zwischen London und Amsterdam sollte sie weniger als vier Stunden betragen. Zunächst waren zwischen London und Köln sechs Stunden veranschlagt; die Reisezeit wurde durch länderübergreifende Optimierung reduziert. Zwischen Frankfurt und London wurde eine Betriebsaufnahme bereits für 2012 geprüft (Stand: Oktober 2010).
Bereits in der Konzeptionsphase der Züge wurde der Einsatz im Eurotunnel und auf der anschließenden High Speed 1 berücksichtigt. Für einen Einsatz im Eurotunnel werden, ähnlich dem Velaro RUS, Systeme zur Branderkennung und -bekämpfung im Unterflurbereich installiert. Darüber hinaus ist der Einbau von zusätzlichen speziellen Außentüren optional möglich. Siemens geht davon aus, dass ein 16-teiliger Zug der Baureihe 407 mit entsprechenden Brandbekämpfungssystemen die Anforderungen erfüllen könnte. Für den Betrieb durch den Tunnel müsste indes die 2010 bestehende Anforderung, wonach Personenzüge im Eurotunnel eine durchgängige Länge von mindestens 375 m (Abstand der Querstollen) aufweisen müssen, verändert werden. Es wurde davon ausgegangen, dass die Deutsche Bahn die Zulassung von 200-Meter-Zügen im Tunnel mittels entsprechender Sicherheitsnachweise anstrebt. Eine Veränderung der Sicherheitsregeln wurde 2010 aufgrund der Bestellung von Velaro-Zügen des Typs Eurostar 320 durch die Verkehrsgesellschaft Eurostar International eingeleitet. Im März 2011 stimmte die Europäische Eisenbahnagentur (ERA) den Vorschlägen der Tunnelsicherheits-Kommission IGC zu, grundsätzlich Zügen mit verteiltem Antrieb – wie beim Velaro von Siemens – die Fahrt durch den Tunnel zu erlauben. Nachdem im Juni 2010 die IGC dies zur offiziellen Richtlinie erklärt hatte, beantragte die Deutsche Bahn am 12. Juli 2011 bei der Tunnelsicherheitskommission IGC die Zulassung der ICE-Züge für den Kanaltunnel. Dazu wurde auch eine Sicherheitsstudie eingereicht. Ein zweiter Gutachter habe darüber hinaus Evakuierungssimulationen durchgeführt, in die u. a. Evakuierungstests im Eurotunnel von Oktober 2010 eingegangen sind. Die Bahn erwartete eine Genehmigung bereits für Februar 2012, von der IGC erteilt wurde sie im Juni 2013.
Die Deutsche Bahn rechnete Anfang 2013 damit, den Verkehr nach London erst nach 2016 aufnehmen zu können. Das Unternehmen macht den Hersteller für die Verzögerungen verantwortlich. Dieser betonte, die für den Großbritannienverkehr notwendigen Änderungen seien noch nicht beauftragt. Eine Umrüstung für den London-Verkehr sei laut Bahnangaben angefragt, jedoch liege seitens Siemens kein Angebot vor (Stand: Februar 2014). Laut einem Pressebericht werde die Umrüstung nicht vor 2016 abgeschlossen sein. Es gelte als so gut wie ausgeschlossen, dass der Verkehr durch den Eurotunnel im Dezember 2018 aufgenommen werden könne (Stand: Februar 2014). Laut einem im Februar 2014 erschienenen Bericht werde das Vorhaben nicht mehr weiter verfolgt. Als Ursachen gelten technische Probleme, hohe Trassenentgelte (im Eurotunnel und den anschließenden Strecken) sowie große Aufwendungen zur Vermeidung illegaler Migration. Laut einem weiteren Bericht sei die Wirtschaftlichkeitsrechnung des Projekts völlig unrealistisch gewesen. Unter anderem seien keine Aufwendungen für einen Unterhaltsstützpunkt in London berücksichtigt gewesen.
Die Pläne für den London-Verkehr wurden 2016 fallengelassen. 2017 plante die Deutsche Bahn mittelfristig weiterhin, den Verkehr nach London aufzunehmen. 2018 kündigte das Unternehmen indes an, auf absehbare Zeit keine Verkehre nach London anbieten zu wollen. Zur Begründung führte das Unternehmen die noch ausstehende Zulassung für Belgien sowie das aufgrund von Billigfluglinien veränderte wirtschaftliche Umfeld an.

### Instandhaltung
Die Züge werden im Bahnbetriebswerk in Frankfurt-Griesheim instand gehalten, das dazu um eine zusätzliche Halle mit drei Gleisen erweitert wurde.
Ultraschallprüfungen der Radsätze sind alle 240 000 Kilometer vorgesehen, aufgrund größerer Radsatzlager konnte das Revisionsintervall gegenüber Vorgängerbaureihen von 1,1 auf 1,6 Millionen Kilometer angehoben werden.
Bis Ende 2018 erbrachten die Triebzüge 2 bis 9 eine Laufleistung von insgesamt zwischen 0,8 und 1,5 Millionen Kilometern. Ab 2019 erhielten sie aufgrund der Inbetriebnahmeprobleme nach Ablauf einer Zeitfrist von acht Jahren vor Ablauf der Laufkilometergrenze von 1,6 Millionen Kilometern ihre erste Hauptuntersuchung. Aufgrund von abgelaufenen Achtjahresfristen und mehreren auf die Hauptuntersuchung wartenden Zügen kam es im Sommer 2019 zu vermehrten ICE-Ausfällen.
Mitte Juni 2019 erwartete die DB, bis zum 1. September neun Züge aufgrund abgelaufener Revision abstellen zu müssen, bis zum 1. März 2020 sollte die komplette Flotte „im Stillstand“ sein. Aufgrund der COVID-19-Pandemie in Deutschland und der damit verbundenen Einstellung des Hochgeschwindigkeitsverkehrs nach Paris war der Rückstau der anstehenden Hauptuntersuchungen im Frühjahr 2020 weniger deutlich zu spüren. Im April 2020 waren zwei Triebzüge in Hauptuntersuchung, bei drei weiteren stand die Hauptuntersuchung noch aus.

### Nachbestellung
Nach der Nachbestellung eines Zuges vom Januar 2014 wurden keine weiteren Triebzüge der Baureihe 407 zu beschafft.
Im September 2019 kündigte die Deutsche Bahn an, bis zu 90 je 300 bis 320 km/h schnelle und mit der Baureihe 407 kuppelbare Hochgeschwindigkeitszüge zu beschaffen.
Im Juli 2020 gab die Deutsche Bahn die ersten 30 dieser neuen Züge bei Siemens in Auftrag. Um im Rahmen der Konzernstrategie „Starke Schiene“ die Zahl der Hochgeschwindigkeitsverbindungen möglichst rasch zu erhöhen, bestellte die DB Züge eines Typ, der nur wenig vom Vorgängermodell Baureihe 407 abweicht. Auf diese Weise konnte der erste Zug bereits 2021 fertig gestellt werden. Die ersten der bei Siemens als Velaro MS bezeichneten Züge verkehren seit Ende 2022 zwischen Nordrhein-Westfalen, Frankfurt und München über die Schnellfahrstrecke Köln–Rhein/Main.
Die Triebzüge, welche als Baureihe 408 geführt werden, basieren auf der Baureihe 407, weisen aber einige Veränderungen auf. So wurden je Seite zwei Außentüren ergänzt (insgesamt zwölf statt zehn), die Sitzplatzzahl dafür um 20 reduziert. Die Zahl der Sitzplätze in der zweiten Klasse steigt von 333 auf 347, die in der ersten Klasse geht von 111 auf 93 zurück. Die Züge verfügen über acht Fahrrad- und zwei Rollstuhlplätze, eine veränderte Bordgastronomie sowie für Mobilfunksignal durchlässige Scheiben.

## Ausstattung

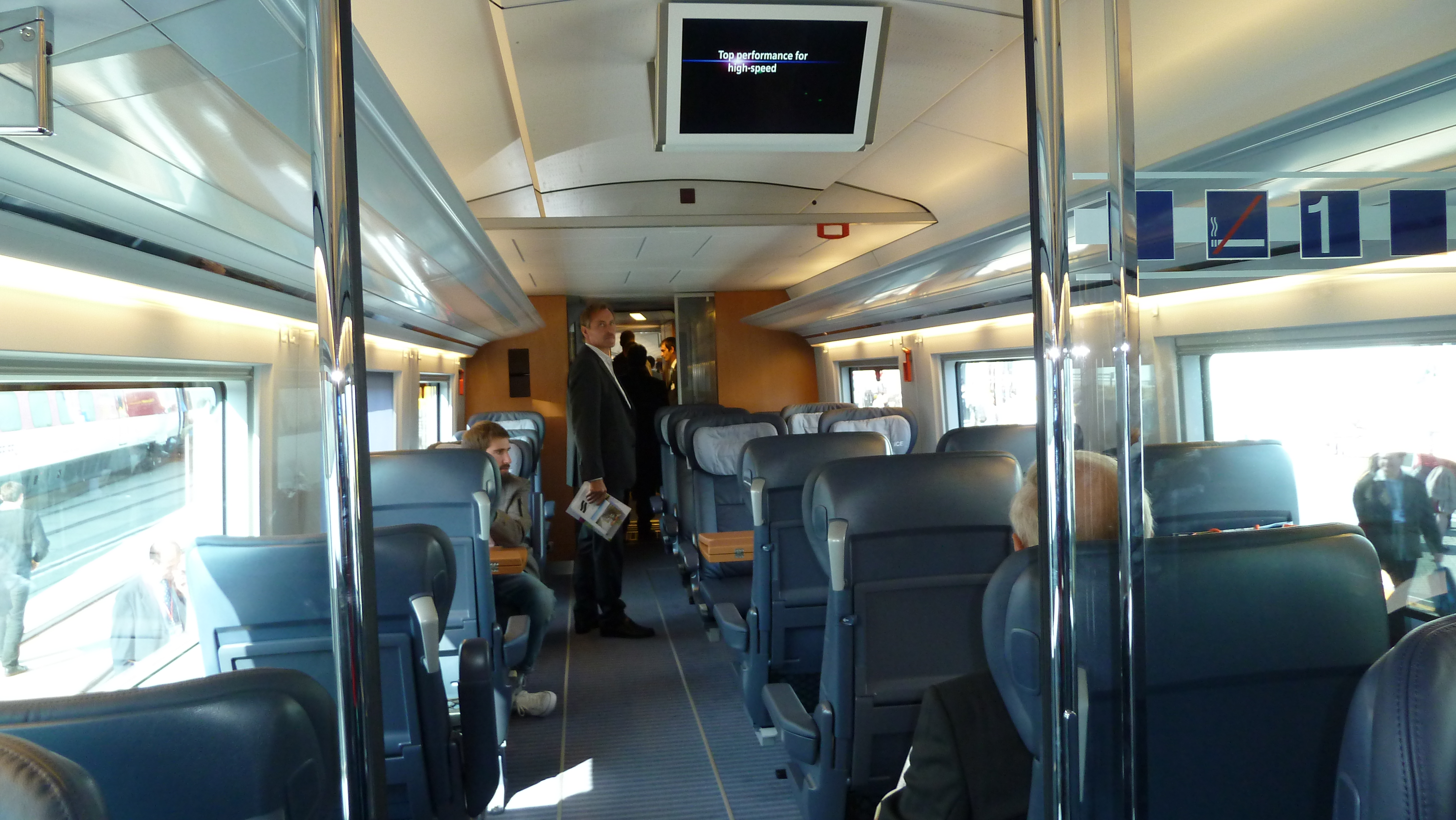
Innenansicht erste Klasse

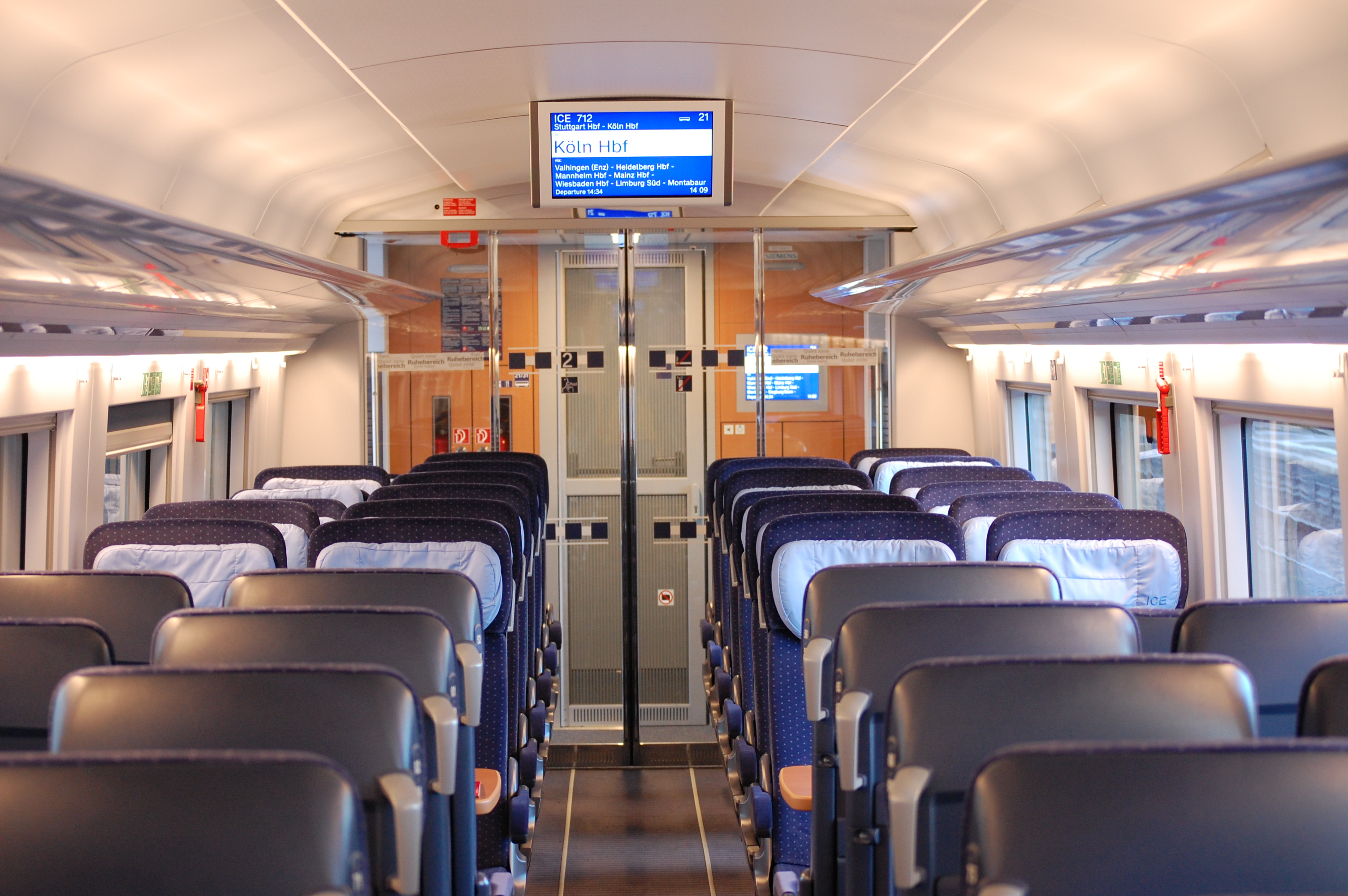
Innenansicht zweite Klasse

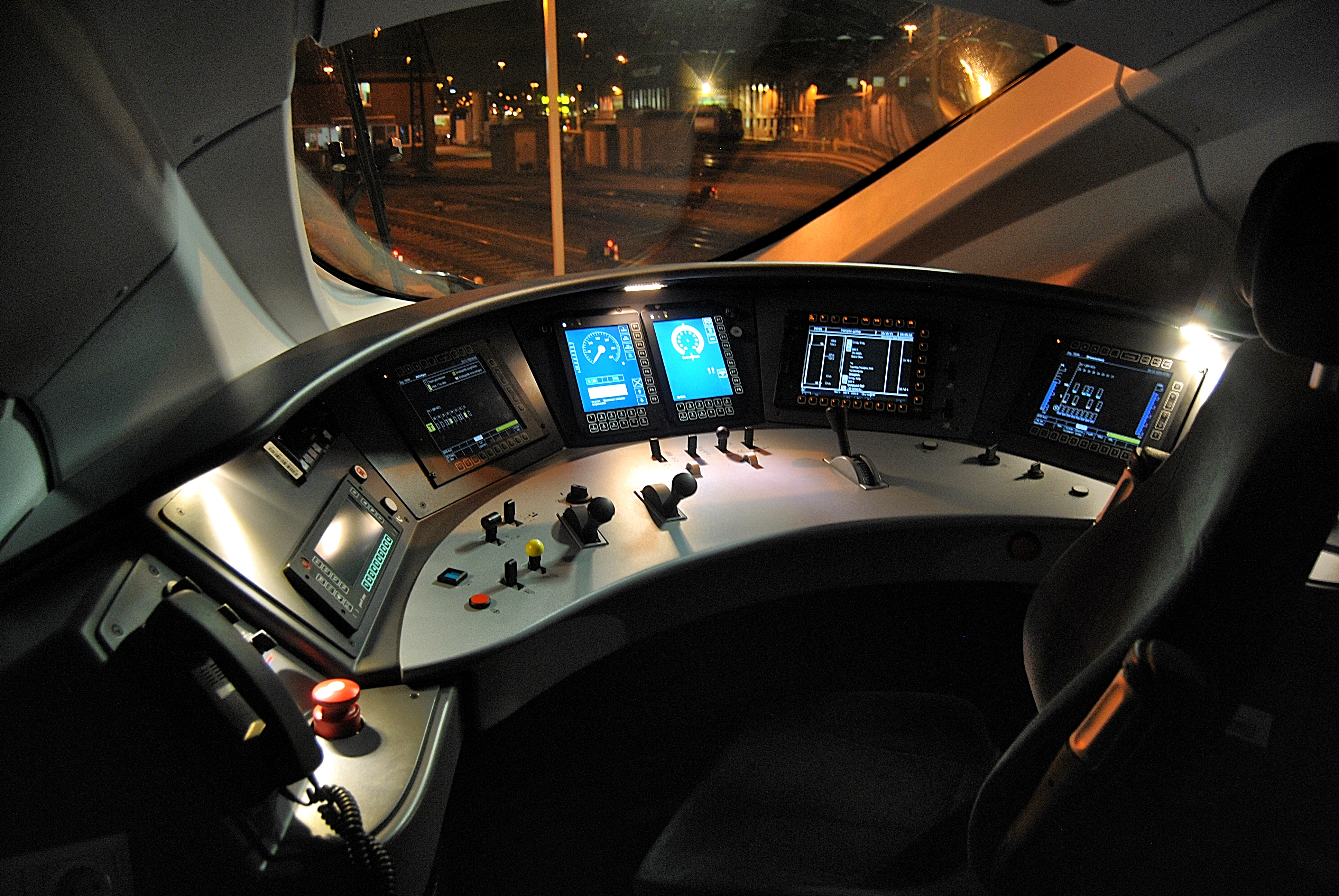
Führerstand

Mit 464 Sitzplätzen (davon 111 in der ersten Klasse und 16 im Bistrobereich) soll ein achtteiliger Velaro D nach Herstellerangaben bei mehr Sitzplätzen den gleichen Sitzkomfort wie ein ICE 3 bieten. Dies soll erreicht werden, indem mehrere Geräteschränke neu angeordnet werden und Abteile zugunsten reiner Großraumwagen entfallen. Zeitweise war erwogen worden, den Speisewagen aufzugeben, um insgesamt 485 Sitzplätze zu schaffen.
Gegenüber der ursprünglichen Planung wurde die Zahl der Sitzplätze letztlich um vier Zweite-Klasse-Plätze, auf insgesamt 464 Plätze erhöht.
Gegenüber den bisherigen ICE-3-Zügen wurde das Komfortniveau reduziert. Das bisherige Kleinkindabteil wird durch einen „Funktionsbereich für Familien“, einem gewöhnlichen Sitzbereich im Großraumbereich mit Abstellmöglichkeit für Kinderwagen, ersetzt. In beiden Klassen sind auch Wandplätze ohne Fenster vorgesehen. Hinzu kommen weitere Gestaltungsmöglichkeiten, die einen Umbau der Sitzkonfiguration, beispielsweise mit zusätzlichen Vis-à-vis-Anordnungen mit Tischen, in wenigen Stunden erlauben.
| Wagennummer (Gattung) | Beschreibung                    | Masse (in Tonnen) | Sitzplätze                     |
| --------------------- | ------------------------------- | ----------------- | ------------------------------ |
| 29/39 (Apmzf 407.0)   | Endwagen 1. Klasse              | 57,5              | 42 (1. Klasse)                 |
| 28/38 (Apmz 407.1)    | Mittelwagen 1. Klasse           | 58,8              | 51 (1. Klasse)                 |
| 26/36 (ARmz 407.2)    | Bordrestaurant                  | 59,5              | 18 (1. Klasse) 16 (Restaurant) |
| 25/35 (Bpmbsz 407.3)  | Zweite-Klasse- und Servicewagen | 53,9              | 45 (2. Klasse)                 |
| 24/34 (Bpmz 407.8)    | Mittelwagen 2. Klasse           | 53,9              | 76 (2. Klasse)                 |
| 23/33 (Bpmz 407.7)    | Mittelwagen 2. Klasse           | 55,3              | 80 (2. Klasse)                 |
| 22/32 (Bpmz 407.6)    | Mittelwagen 2. Klasse           | 59,0              | 72 (2. Klasse)                 |
| 21/31 (Bpmzf 407.5)   | Endwagen 2. Klasse              | 57,7              | 64 (2. Klasse)                 |

Die Wagen 22/32 und 28/38 nehmen Trafos auf, die darauf folgenden Wagen 23/33 und 26/36 Stromrichter.
Die Mittelwagen weisen eine Länge von 24,175 m auf, die Endwagen von 25,735 m. Bei einem Drehgestellachsstand von 2500 mm beträgt der Drehzapfenabstand jedes Wagens 17,375 m.
Die etwa 200 Meter langen Züge sollen auch in Doppeltraktion verkehren und mit den ICE 3 kuppelbar sein. Gegenüber seinen Vorläufern wurden die Dächer der Velaro D, abgesehen von den Stirnseiten der Endwagen, um 400 mm angehoben. Durch dieses durchgehende Hochdach soll die Aerodynamik verbessert werden. Es nimmt Stromabnehmer, Hochspannungsanlagen, Teile der Klimaanlage sowie Bremswiderstände aerodynamisch angepasst auf. Damit soll auch dem Tunnelknall entgegengewirkt werden. Die bislang durchgehend zylindrische Außenhaut wird durch den Einsatz ebener statt gewölbter Fensterscheiben aufgegeben.
Hinter dem jeweiligen Führerstand entsteht nun anstelle der bisherigen Lounge für Reisende ein Technikraum, insbesondere für die Komponenten der Steuerungs- und Zugbeeinflussungstechnik. Das Führerpult im Führerstand wurde gegenüber den bisherigen ICE-3-Zügen umfassend verändert und gliedert sich in sieben Module.
Die Züge verfügen pro Seite über je zehn Einstiegstüren (zwei in den Stromrichter-, eine in den übrigen Wagen) sowie – als erste Hochgeschwindigkeitszüge der DB – je einen bordeigenen Hublift (Belastbarkeit: 350 kg). Ladetüren sind nicht vorgesehen. Bei geöffneten Türen wird eine Traktionssperre eingelegt.
Über den Zug sind elf Toiletten – zehn für Reisende und eine für das Personal – verteilt.
Die Fahrgastinformation erfolgt über an der Decke angebrachte Monitorgondeln. Wagennummern (am Wagenübergang) sowie Sitzplatznummern wurden in Brailleschrift unterlegt. An den Sitzen sind Haltegriffe vorgesehen. In jeder Triebzugeinheit gibt es zwei Rollstuhlstellplätze. Fußstützen gibt es nur noch in der ersten Klasse.
Der Sitzabstand (Großraum, Reihensitze) liegt bei 915 mm in der zweiten und 1010 mm in der ersten Klasse. Die Sitze sind 465 bzw. 500 mm breit (zweite/erste Klasse) und in beiden Klassen 640 mm tief. Die Mittelgänge sind in der ersten Klasse typischerweise 670 und in der zweiten 520 mm breit. Im Rollstuhlbereich sind wenigstens 800 mm Durchgangsbreite vorgesehen.
Die Ruhebereiche befinden sich im Endwagen der zweiten und in einem Teil des Endwagens der ersten Klasse.

## Technik

### Wagenkasten
Die Wagenkästen wurden aus Aluminium gefertigt, die Züge sind nach aktuellen TSI-Richtlinien konzipiert. Dazu gehört die neue Aluminiumkonstruktion des Kopfbereiches der Endwagenkästen, die zugunsten der Einbringung von Crashmodulen (Aufprallschutz) geändert wurde. Bei den Bugklappen wird die bisher vertikale durch eine horizontale Teilung ersetzt; das Vorschieben der Kupplung per Teleskopstange entfällt.
Die vorgesehene zulässige Höchstgeschwindigkeit liegt unter den Wechselspannungen bei 320 km/h und bei 220 km/h in den Gleichspannungsnetzen. Zugelassen wurden die Züge beim Betrieb mit Gleichspannung für 200 km/h. Die bereits bei allen anderen Velaros verwendeten Trieb- und Laufdrehgestelle des Typs SF 500 wurden umfassend überarbeitet auch für die Velaro D verwendet. Dafür wurden die Radsatzwellen neu konstruiert und mit Fahrwerküberwachungs- und -diagnosesystem ausgerüstet. Neben der elektrodynamischen Betriebsbremse sind die Triebzüge mit Wirbelstrombremsen und pneumatischen Scheibenbremsen ausgerüstet. Mit voll funktionsfähigen Bremsen verfügen die Triebzüge in der Bremsstellung R+WB über 194 und in der Bremsstellung R über 152 Bremshundertstel. In einem Triebzug laufen der erste, dritte, sechste und achte Wagen auf Triebdrehgestellen. Zugkraft und Traktionsleistung wurden für Steigungen bis zu 40 ‰ ausgelegt.

### Traktion
Die Züge sind viersystemfähig für 25 und 15 kV Einphasenwechsel- und 1,5 sowie 3 kV Gleichspannung. Die Traktionsleistung unter den Wechselspannungen liegt bei 8 MW je Halbzug, unter den Gleichspannungen bei 4,2 MW. Die maximale elektrische Rückspeisung wird mit 8,8 MW angegeben. Auf den beiden Mittelwagen 4 und 5 befinden sich je zwei Einholmstromabnehmer für die Wechselspannungen mit Palettenbreiten von 1950 und 1450 mm. Die beiden Stromabnehmer für die Gleichspannungen sind auf den Trafowagen 2 und 7 angeordnet. Im Wechselstrombetrieb versorgt jeder der beiden Haupttransformatoren dabei die Stromrichter, die über wiederum zwei voneinander unabhängige Zweige jeweils zwei Fahrmotoren speisen. Im Gleichstrombetrieb erfolgt die Einspeisung der elektrischen Energie direkt in die Zwischenkreise der Umrichter. Die zwangsbelüfteten Asynchronmotoren werden aus wassergekühlten IGBT-Stromrichtern über Gleichspannungs-Zwischenkreise gespeist.
Gegenüber den vorher beschafften ICE 3 der Reihen 403 und 406 wurde die Konstruktion der Wagen auf zwei Grundformen (End- bzw. Mittelwagen) reduziert. Eine von der Leittechnik unabhängige Notsteuerung soll die Weiterfahrt im Brand- und Störungsfall unter Einschränkungen ermöglichen. Die Sicherheitsschleifen wurden gegenüber den bisherigen ICE 3 um eine Brandmeldeschleife ergänzt, mit denen die elektrischen Unterflurcontainer überwacht werden. Die bisherigen Funktelefone für das Zugpersonal entfallen und werden durch feste Sprechstellen ersetzt. Als erste Velaro-Variante erhalten die Velaro D Spitzensignale in LED-Technik.
Nach Herstellerangaben verbraucht ein Triebzug 0,33 Liter Benzinäquivalent je Sitzplatz pro 100 Kilometer.

### Signalsysteme

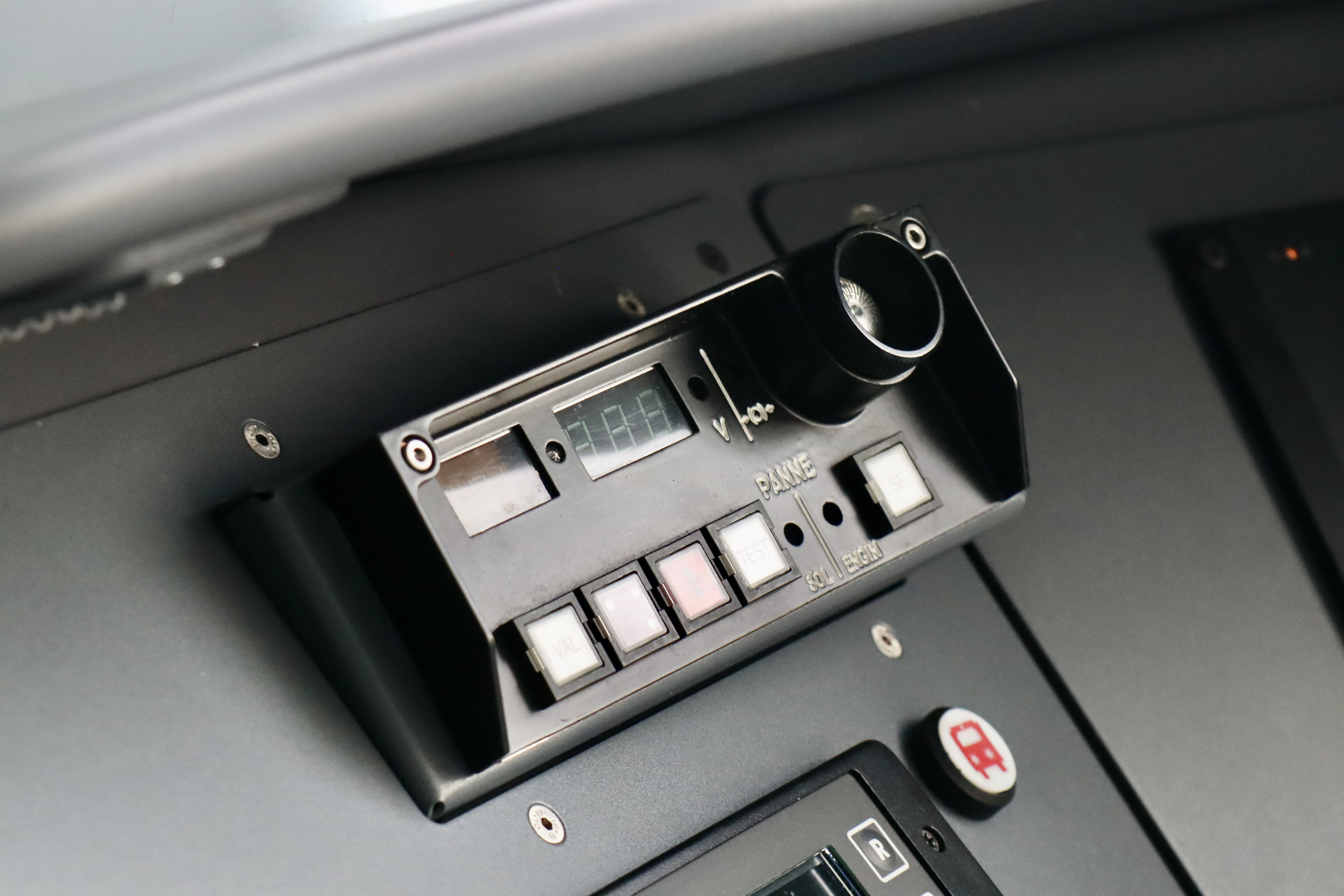
Frankreich KVB Schnittstelle der Velaro D

Der Velaro D ist mit Signalsystemen für den Betrieb in Deutschland und Frankreich ausgestattet.
- ETCS für den Betrieb auf deutschen und französischen ETCS-Netzen.
- LZB für den Betrieb auf deutschen Schnellfahrstrecken (SFS).
- PZB 90 für den Betrieb auf deutschen konventionellen Strecken.
- TVM 430 für den Betrieb auf französische LGV.
- KVB für den Betrieb auf französischen konventionellen Strecken.

Einige äußerliche Unterschiede zu den ICE-3-Baureihen 403 und 406
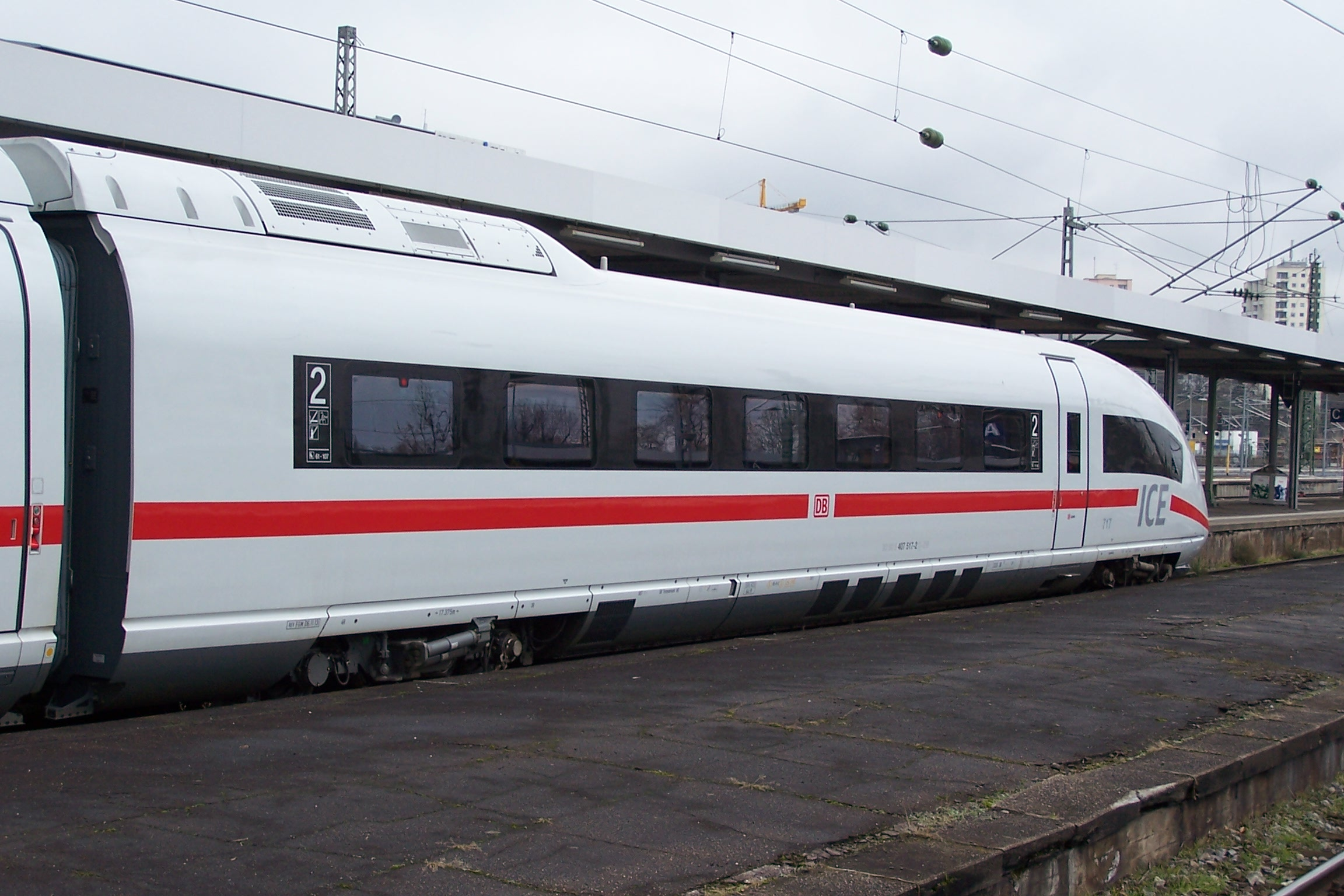
Aerodynamischer Aufbau ab dem hinteren Teil der Endwagen
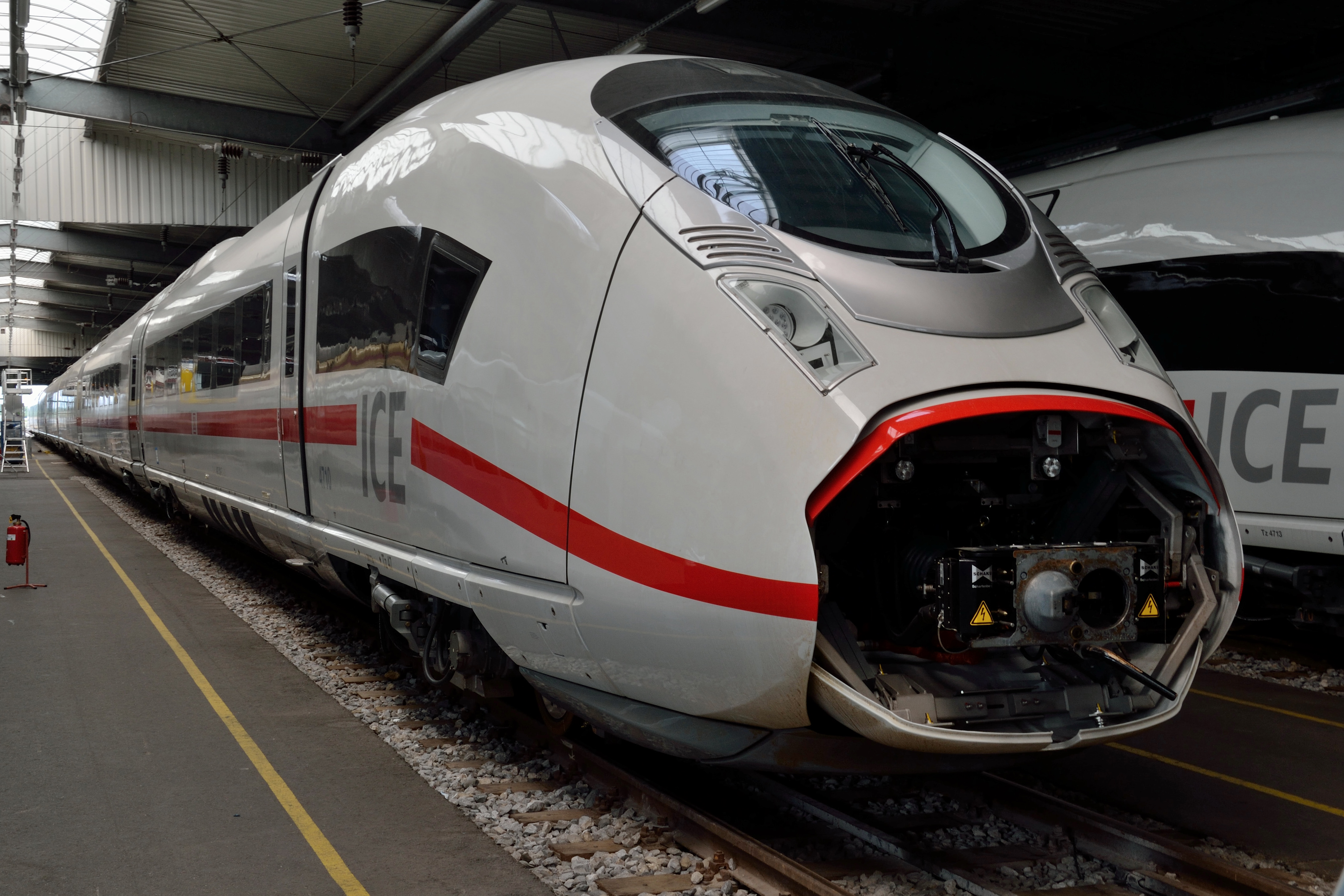
Überarbeitete, horizontal geteilte Frontklappe
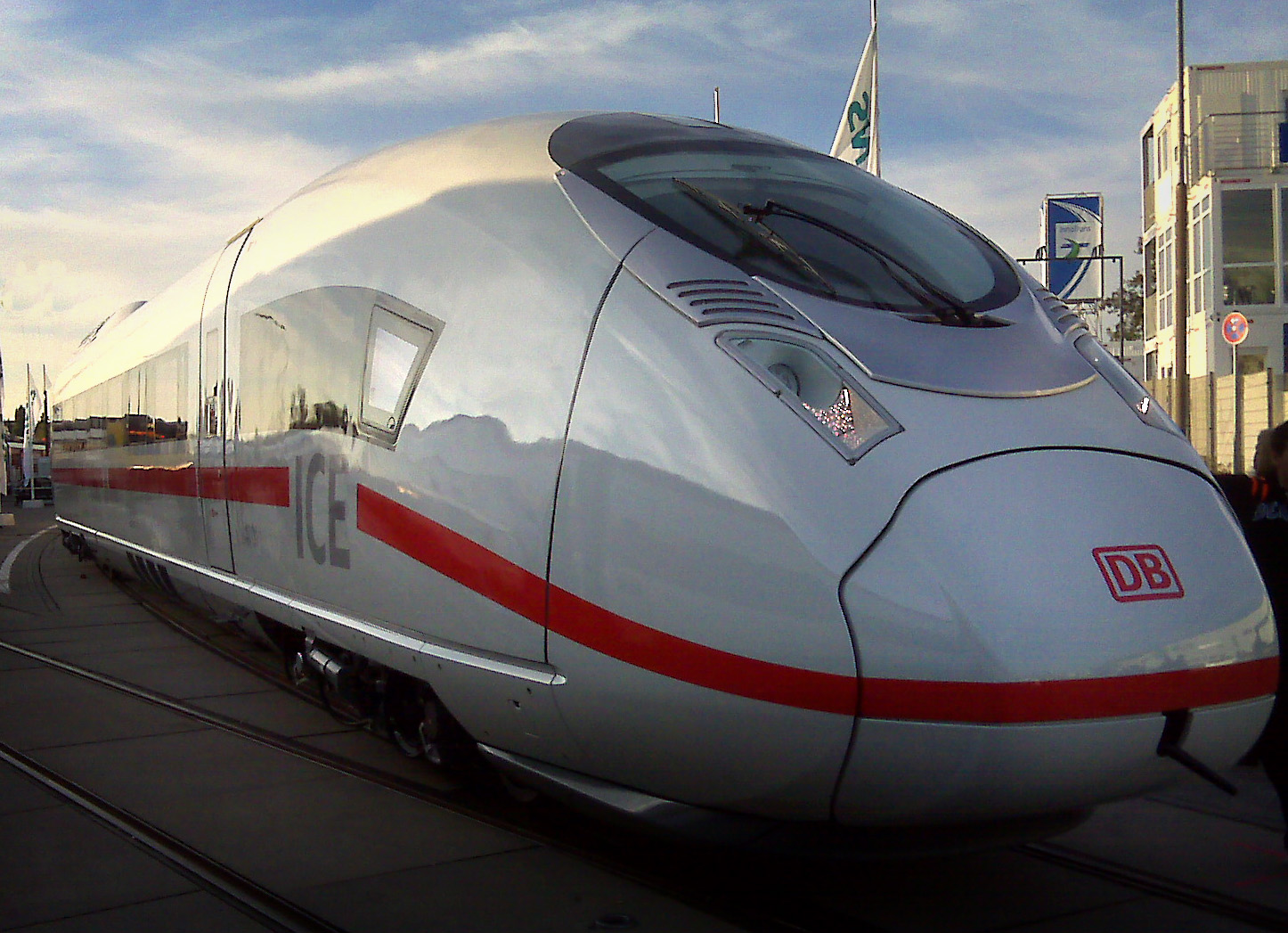
Verbreiterter Bug
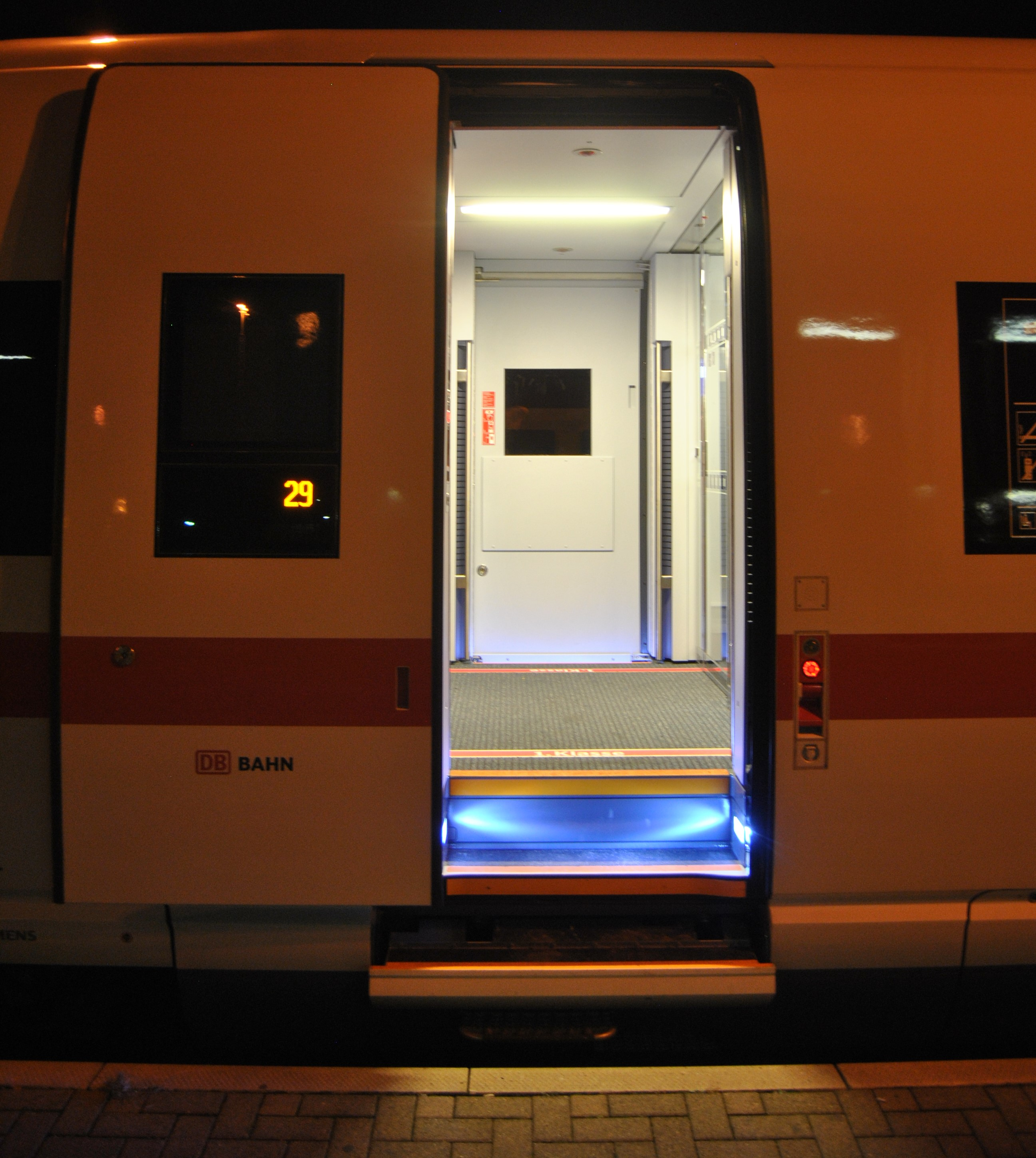
Fahrgasttür ohne ovales Türfenster
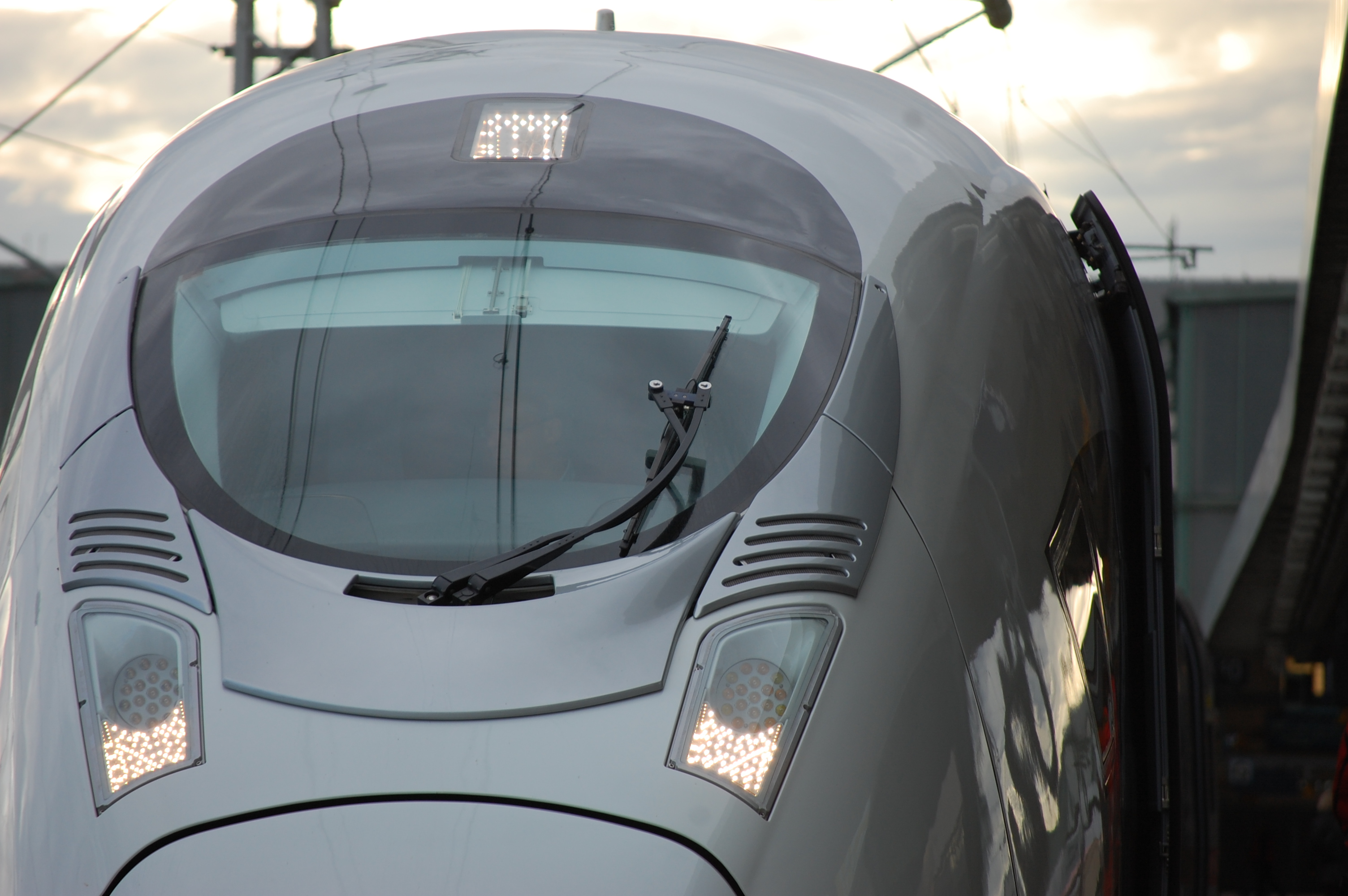
LED-Spitzenlichter

### Velaro D mit Synchronantrieb
Neben den von der Deutschen Bahn bestellten 16 Velaro D baute Siemens eine weitere Einheit. Diese sollte im Gegensatz zu den anderen Zügen nicht mit Asynchron-, sondern mit Synchronfahrmotoren ausgerüstet werden. Hierdurch versprach sich der Hersteller, bei gleichbleibender Leistung Antriebseinheiten einzusparen. Wegen der eingetretenen Lieferverzögerungen sollte Siemens der Deutschen Bahn diesen Triebzug kostenlos überlassen. Das Vorhaben wurde 2013 verworfen. Stattdessen wurde 2014 von der DB eine weitere Einheit mit Asynchronantrieb bestellt.

## Übersicht und Zustand der Triebzüge
| Triebzugnummer (Namensgebung)                        | Indienststellung (Aktueller Status) | Auslands- zulassungen ETCS-Version         | Umbauten oder Umrüstungen               | Sonstiges |
| ---------------------------------------------------- | ----------------------------------- | ------------------------------------------ | --------------------------------------- | --- |
| Tz 701I                                              |                                     |                                            |                                         | Als Triebzug 701 war dieser Zug ursprünglich Teil der Auslieferungsserie für die Deutsche Bahn. Aufgrund von technischen Abweichungen von den anderen Serienzügen wurde er aber von der Deutschen Bahn nicht abgenommen. Siemens nutzte ihn daraufhin als Vorführtriebzug in der Türkei, wo er seit 2013 für die TCDD unterwegs ist. |
| Tz 701II                                             | 20. Juni 2016 (aktiv)               | Frankreich                                 | Ausstattung mit WLAN-HotSpots (railnet) | Im Juni 2016 lieferte Siemens einen weiteren Triebzug an die DB. Dieser erhielt die Nummer 701 und ersetzt den ursprünglich geplanten Triebzug 701. Damit sind, Stand November 2016, alle 17 Triebzüge ausgeliefert. |
| Tz 702g                                              | 14. Feb. 2011 (aktiv)               | Frankreich                                 | Ausstattung mit WLAN-HotSpots (railnet) | Am 18. April 2011 verließ der Triebzug als erster das Siemens-Prüfzentrum Wildenrath zu Probefahrten. Er erreichte als erster Velaro D eine Geschwindigkeit von 320 km/h. Bei weiteren Versuchsfahrten am 4. August 2011 erreichte diese Einheit zwischen Ingolstadt und Nürnberg 357 km/h. Dieser Triebzug wurde im Dezember 2024 an beiden Endwagen mit der Werbung für die neue direkte ICE-Verbindung Paris–Berlin versehen. Es war der erste Triebzug, welcher am 16. Dezember 2024 von Paris Richtung Berlin mit Fahrgästen unterwegs war. |
| Tz 703g                                              | 14. Dez. 2014 (aktiv)               | Frankreich                                 | Ausstattung mit WLAN-HotSpots (railnet) | |
| Tz 704                                               | 22. Sep. 2011 (aktiv)               | Frankreich                                 | Ausstattung mit WLAN-HotSpots (railnet) | |
| Tz 705                                               | 1. Juli 2011 (aktiv)                | Frankreich                                 | Ausstattung mit WLAN-HotSpots (railnet) | |
| Tz 706                                               | 1. Aug. 2011 (aktiv)                | Frankreich                                 | Ausstattung mit WLAN-HotSpots (railnet) | |
| Tz 707                                               | 27. Aug. 2011 (aktiv)               | Frankreich                                 | Ausstattung mit WLAN-HotSpots (railnet) | Ein Endwagen war anlässlich der Bekanntgabe der Star-Alliance-Mitgliedschaft der DB für wenige Tage mit Star-Alliance-Werbung beklebt. |
| Tz 708g                                              | 19. Sep. 2011 (aktiv)               | Frankreich                                 | Ausstattung mit WLAN-HotSpots (railnet) | |
| Tz 709g                                              | 21. Nov. 2011 (aktiv)               | Frankreich                                 | Ausstattung mit WLAN-HotSpots (railnet) | |
| Tz 710 Ansbach (seit 5. Dezember 2022)               | 9. Jan. 2012 (aktiv)                | Frankreich ETCS Baseline 3.4.0 (seit 2025) | Ausstattung mit WLAN-HotSpots (railnet) | |
| Tz 711g                                              | 2. Jan. 2012 (aktiv)                | Frankreich ETCS Baseline 3.4.0 (seit 2024) | Ausstattung mit WLAN-HotSpots (railnet) | |
| Tz 712 Dillingen a. d. Donau (seit 2. Dezember 2019) | 13. Feb. 2012 (aktiv)               | Frankreich                                 | Ausstattung mit WLAN-HotSpots (railnet) | |
| Tz 713g                                              | 12. Mai 2012 (aktiv)                | Frankreich                                 | Ausstattung mit WLAN-HotSpots (railnet) | |
| Tz 714                                               | 2. Juni 2012 (aktiv)                | Frankreich                                 | Ausstattung mit WLAN-HotSpots (railnet) | Der Triebzug wurde im Prüfcenter Wegberg-Wildenrath beschädigt und repariert. |
| Tz 715                                               | 2. Juli 2012 (aktiv)                | Frankreich ETCS Baseline 3.4.0 (seit 2024) | Ausstattung mit WLAN-HotSpots (railnet) | Zum Jubiläum 175 Jahre Ferneisenbahn Leipzig–Dresden fuhr dieser Triebzug am 7. April 2014 als Sonderzug ICE 2582 und ICE 2583 mit geladenen Gästen zwischen Leipzig und Dresden. Dazu wurde er mit einer für diesen Anlass besonderen Beklebung versehen. |
| Tz 716                                               | 30. Juli 2012 (aktiv)               | Frankreich                                 | Ausstattung mit WLAN-HotSpots (railnet) | |
| Tz 717 Paris (seit 31. Mai 2017)                     | 3. Sep. 2012 (aktiv)                | Frankreich                                 | Ausstattung mit WLAN-HotSpots (railnet) | Erster Triebzug der Baureihe 407, der am 21. Dezember 2013 als ICE 817 Köln–Frankfurt im kommerziellen Einsatz war. Dieser Triebzug wurde im Dezember 2024 an beiden Endwagen mit der Werbung für die neue direkte ICE-Verbindung Paris–Berlin versehen. Es war der erste Triebzug, welcher am 16. Dezember 2024 von Berlin Richtung Paris mit Fahrgästen unterwegs war. |

- Ein Großteil der Triebzüge trug zwischen 2019 und 2023 für einige Zeit einen grünen Zierstreifen mit der Aufschrift „Deutschlands schnellster Klimaschützer“ an den Endwagen.[124] Seit Frühjahr 2022 werden alle grünen Zierstreifen und Klimaschutz-Schriftzüge bei Instandhaltungsarbeiten wieder durch normale rote Streifen ersetzt, eine Erneuerung der Beklebung findet nicht mehr statt.